# ASMクレルモン・オーヴェルニュ
アソシアシオン・スポルティヴ・モンフェランデーズ・クレルモン・オーヴェルニュ（仏: Association Sportive Montferrandaise Clermont Auvergne）は、フランスのオーヴェルニュ州クレルモン＝フェランに本拠地を置くラグビーユニオンクラブである。フランスの国内1部リーグ・トップ14に所属。

## 歴史
1911年、マルセル・ミシュラン（フランスのタイヤメーカー・ミシュランの創業者であるアンドレ・ミシュランの息子）によりASミシュラン（Association sportive Michelin）として創設され、1922年に法的問題からASモンフェランデーズ（Association sportive montferrandaise）に名称を変えた。現在のクラブ名に変更されたのは2004年であるが、現在でも国内外でモンフェランと呼ばれることがある。
1936年から2001年にかけて7回国内リーグの決勝に進出するもいずれも準優勝に終わり、2002年からチームは低迷期に入る。しかし、2007年から3期連続で準優勝した後、2010年に決勝でUSAペルピニャンを破り、悲願の初優勝を果たした。ハイネケンカップとその後継大会であるヨーロピアンラグビーチャンピオンズカップでは2013年・2015年に決勝進出したが、いずれも同じくフランスのクラブであるRCトゥーロンに敗れ、タイトルを逃している。
2002年、日本代表の大畑大介が移籍加入したが、正式契約には至らなかった。
2019年、来日してトップリーグ選抜と対戦して勝利。
日本代表WTB/FBの松島幸太朗が、2020トップリーグシーズン終了後に2年契約で2022年6月まで移籍することが発表された。

## タイトル

### 国内タイトル
- フランス選手権（現・トップ14）
  - 優勝 2回（2010, 2017）
  - 準優勝 12回（1936, 1937, 1970, 1978, 1994, 1999, 2001, 2007, 2008, 2009, 2015, 2019）

### 国際タイトル
- ハイネケンカップ／ヨーロピアンラグビーチャンピオンズカップ
  - 準優勝 3回（2013, 2015, 2017）

## スコッド
2024-25シーズンのスコッド（2024年9月現在）
| フッカー - フォラウ・ファインガア - エティエンネ・フォーカーデ(Etienne Fourcade) - バルナーベ・マッサ(Barnabé Massa) プロップ - ギオルギ・アクハラゼ(Giorgi Akhaladze) - マイケル・アラアラトア - エティエンヌ・ファルゴー - サチャ・ロシアン(Sacha Lotrian) - レギス・モンターニュ(Régis Montagne) - クリスチアン・オジョバン ロック - トーマス・セイト(Thomas Ceyte) - ティボー・ラネン(Thibault Lanen) - オスカル・リクセン - ロブ・シモンズ | フランカー/No.8 - ルーカス・デッサイグネ(Lucas Dessaigne) - アレクサンドレ・フィッシャー - ピタ・ガス・ソワクラ - マルコス・クレメル - フリッツ・リー - キリアン・ティエロント(Killian Tixeront) - ペゼリ・ヤト スクラムハーフ - セバスチャン・ビジー - バティスタ・ジュノー - エンゾ・サンガ フライハーフ - アントニー・ベルレアー - ベンハミン・ウルダピジェタ | センター - レオン・ダーリカレーレ(Léon Darricarrère) - ピエーレ・フォーサック - ジョージ・モアラ - イラエ・シモネ ウイング - バウティスタ・デルグイ - ジョリス・ジュランド(Joris Jurand) - アリヴェルティ・ラカ - ルーカス・タウジン フルバック - キーラン・ハンダオウイ - アレックス・ニューサム |
| | | |
| | | |

## 歴代所属選手
- オーレリアン・ルジュリー(フランス代表)
- ジョン・スミット(南アフリカ代表)
- ホゼア・ギア(ニュージーランド代表)
- ジュリアン・バーディ(ポルトガル代表)
- ヴァンサン・ドゥバティー(フランス代表)
- ドウグ・アイドリッジ(カナダ代表)
- バンジャマン・ケイゼル(フランス代表)
- ペドロ・ベタンクール(ポルトガル代表)
- シモン・マイスラゼ(ジョージア代表)
- ダビド・クブリアシビリ(ジョージア代表)
- ジョージ・ピシ(サモア代表)
- ビリモニ・デラサウ(フィジー代表)
- ティモジ・ナグサ(フィジー代表)
- ジェイミー・カドモア(カナダ代表)
- マーク・ベネット(スコットランド代表)
- アガスティン・クレーヴィ(アルゼンチン代表)
- ダミアン・シュリー(フランス代表)
- ビクトル・コレリシヴィリ(ジョージア代表)
- アーロン・ジャービス(ウェールズ代表)
- ノア・ナカイタシ(フランス代表)
- ダビト・ジラカシヴィリ(ジョージア代表)
- チョネ・コロインドゥアンドゥア(フィジー代表)
- オタル・ギオルガゼ(ジョージア代表)
- ファイフィリ・レヴァヴェ(サモア代表)
- スコット・スペディング(フランス代表)
- ルーク・マカリスター(ニュージーランド代表)
- マイク・タジャール(ポルトガル代表)
- グレイグ・レイドロー(スコットランド代表)
- レミー・グロッソ(フランス代表)
- シピリ・ファラテア(フランス代表)
- ニック・アベンダノン(イングランド代表)
- イサイア・トエアヴァ(ニュージーランド代表)
- シタレキ・ティマニ(オーストラリア代表)
- ティム・ナナイ＝ウィリアムズ(サモア代表)
- ペニ・ラヴァイ(フィジー代表)
- モルガン・パラ(フランス代表)
- カミーユ・ロペス(フランス代表)
- ウェスレイ・フォファナ(フランス代表)
- 松島幸太朗(日本代表)
- ラバー・スリマニ(フランス代表)
- セバスチャン・ヴァアマイナ(フランス代表)
- トマス・ラバニーニ(アルゼンチン代表)
- アルトゥール・イトゥリア(フランス代表)
- ジュール・プリソン(フランス代表)
- ダミアン・プノー(フランス代表)